# ألان ويلكي
ألان ويلكي (بالإنجليزية: Alan Wilkie)‏ هو قاضي بريطاني، ولد في 26 ديسمبر 1947.